# Campionati europei di atletica leggera 2018 - Lancio del martello maschile
Il lancio del martello maschile ai Campionati europei di atletica leggera 2018 si è svolto il 7 agosto 2018.

## Podio
| Oro     | Wojciech Nowicki Polonia |
| Argento | Paweł Fajdek Polonia     |
| Bronzo  | Bence Halasz Ungheria    |

## Record
Prima di questa competizione, il record del mondo (RM), il record europeo (EU) ed il record dei campionati (RC) sono i seguenti:
| Record                | Prestazione | Atleta                        | Data                                          | Competizione |
| --------------------- | ----------- | ----------------------------- | --------------------------------------------- | ------------ |
| Record mondiale       | 86,74 m     | Jurij Sedych Unione Sovietica | 30 agosto 1986 Stoccarda, Germania dell'Ovest | Europei 1986 |
| Record europeo        | 86,74 m     | Jurij Sedych Unione Sovietica | 30 agosto 1986 Stoccarda, Germania dell'Ovest | Europei 1986 |
| Record dei campionati | 86,74 m     | Jurij Sedych Unione Sovietica | 30 agosto 1986 Stoccarda, Germania dell'Ovest | Europei 1986 |

## Risultati

### Qualificazione
Si qualificano alla finale gli atleti che lanciano 76,00 m (Q) o le dodici migliori misure (q).
| Pos | Gruppo | Atleta              | Nazionalità                 | 1ª prova | 2ª prova | 3ª prova | Risultato | Note |
| --- | ------ | ------------------- | --------------------------- | -------- | -------- | -------- | --------- | ---- |
| 1   | B      | Paweł Fajdek        | Polonia                     | 74,61    | 77,86    |          | 77,86     | Q    |
| 2   | A      | Bence Halasz        | Ungheria                    | 76,81    |          |          | 76,81     | Q    |
| 3   | B      | Pavel Barėjša       | Bielorussia                 | 74,34    | 76,47    |          | 76,47     | Q    |
| 4   | A      | Wojciech Nowicki    | Polonia                     | 76,03    |          |          | 76,03     | Q    |
| 5   | A      | Mihail Anastasakis  | Grecia                      | 73,72    | 75,61    | 72,87    | 75,61     | q    |
| 6   | B      | Eivind Henriksen    | Norvegia                    | 74,54    | 74,36    | 75,14    | 75,14     | q    |
| 7   | A      | Serghei Marghiev    | Moldavia                    | 75,10    | 73,51    | 74,31    | 75,10     | q    |
| 8   | B      | Marcel Lomnický     | Slovacchia                  | 72,26    | x        | 75,08    | 75,08     | q    |
| 9   | A      | Ivan Cichan         | Bielorussia                 | 72,53    | 74,67    | 74,31    | 74,67     | q    |
| 10  | B      | Hlib Piskunov       | Ucraina                     | 72,40    | x        | 74,18    | 74,18     | q    |
| 11  | B      | Nick Miller         | Gran Bretagna               | 73,79    | x        | –        | 73,79     | q    |
| 12  | A      | Denis Lukjanov      | Atleti Neutrali Autorizzati | 72,06    | 72,35    | 73,19    | 73,19     | q    |
| 13  | A      | Marco Lingua        | Italia                      | x        | x        | 73,07    | 73,07     |      |
| 14  | B      | Oleksij Sokyrs'kyj  | Atleti Neutrali Autorizzati | 72,97    | 70,97    | 71,85    | 72,97     |      |
| 15  | A      | Javier Cienfuegos   | Spagna                      | 72,76    | 71,27    | 71,94    | 72,76     |      |
| 16  | A      | Quentin Bigot       | Francia                     | 72,73    | 72,12    | 72,33    | 72,73     |      |
| 17  | B      | Esref Apak          | Turchia                     | 72,70    | x        | 71,88    | 72,70     |      |
| 18  | A      | Hleb Dudarau        | Bielorussia                 | x        | 71,41    | 72,19    | 72,19     |      |
| 19  | A      | Özkan Baltacı       | Turchia                     | 71,55    | 71,35    | x        | 71,55     |      |
| 20  | A      | Henri Liipola       | Finlandia                   | 70,86    | 71,34    | 68,75    | 71,34     |      |
| 21  | B      | Simone Falloni      | Italia                      | 70,77    | 71,03    | 69,58    | 71,03     |      |
| 22  | B      | Denzel Comenentia   | Paesi Bassi                 | x        | 66,10    | 70,70    | 70,70     |      |
| 23  | B      | Volodymyr Myslyvčuk | Ucraina                     | 69,57    | x        | 70,59    | 70,59     |      |
| 24  | A      | Chris Bennett       | Gran Bretagna               | 70,57    | 70,34    | x        | 70,57     |      |
| 25  | A      | Serhiy Reheda       | Ucraina                     | 67,81    | 70,39    | x        | 70,39     |      |
| 26  | B      | Bence Pasztor       | Ungheria                    | 69.02    | 69,66    | 68,85    | 69,66     |      |
| 27  | A      | Anders Eriksson     | Svezia                      | x        | 69,19    | x        | 69,19     |      |
| 28  | B      | David Soderberg     | Finlandia                   | 69,18    | 68,15    | 67,21    | 69,18     |      |
| 29  | B      | Nejc Plesko         | Slovenia                    | x        | 68,29    | x        | 68,29     |      |
| 30  | B      | Pedro José Martin   | Spagna                      | x        | x        | 67,56    | 67,56     |      |

### Finale
| Pos     | Atleta             | Nazionalità                 | 1ª prova | 2ª prova | 3ª prova | 4ª prova | 5ª prova | 6ª prova | Risultato | Note                                     |
| ------- | ------------------ | --------------------------- | -------- | -------- | -------- | -------- | -------- | -------- | --------- | ---------------------------------------- |
| Oro     | Wojciech Nowicki   | Polonia                     | 77.19    | 80.00    | 80.12    | 79.00    | x        | 78.81    | 80.12     |                                          |
| Argento | Paweł Fajdek       | Polonia                     | 78.69    | x        | x        | x        | 78.34    | 76.02    | 78.69     |                                          |
| Bronzo  | Bence Halász       | Ungheria                    | 77.15    | x        | x        | x        | 77.36    | x        | 77.15     |                                          |
| 4       | Pavel Barėjša      | Bielorussia                 | x        | 75.20    | x        | 75.02    | 75.47    | 77.02    | 77.02     |                                          |
| 5       | Eivind Henriksen   | Norvegia                    | 76.05    | 76.71    | 76.86    | 74.58    | 75.89    | x        | 76.86     | Record nazionale                         |
| 6       | Ivan Cichan        | Bielorussia                 | 73.85    | x        | 74.05    | 75.12    | 75.79    | 75.23    | 75.79     | Miglior prestazione personale stagionale |
| 7       | Hlib Piskunov      | Ucraina                     | 73.99    | 73.68    | 72.80    | 73.41    | 74.62    | 72.68    | 74.62     |                                          |
| 8       | Serghei Marghiev   | Moldavia                    | 72.72    | 74.47    | 73.76    | x        | 73.06    | x        | 74.47     |                                          |
| 9       | Mihaíl Anastasakis | Grecia                      | 73.33    | x        | 72.35    |          |          |          | 73.33     |                                          |
| 10      | Nick Miller        | Gran Bretagna               | 73.16    | x        | x        |          |          |          | 73.16     |                                          |
| 11      | Marcel Lomnický    | Slovacchia                  | x        | x        | 72.74    |          |          |          | 72.74     |                                          |
| 12      | Denis Lukjanov     | Atleti Neutrali Autorizzati | x        | 69.64    | 71.71    |          |          |          | 71.71     |                                          |